# Grand Prix automobile de Provence

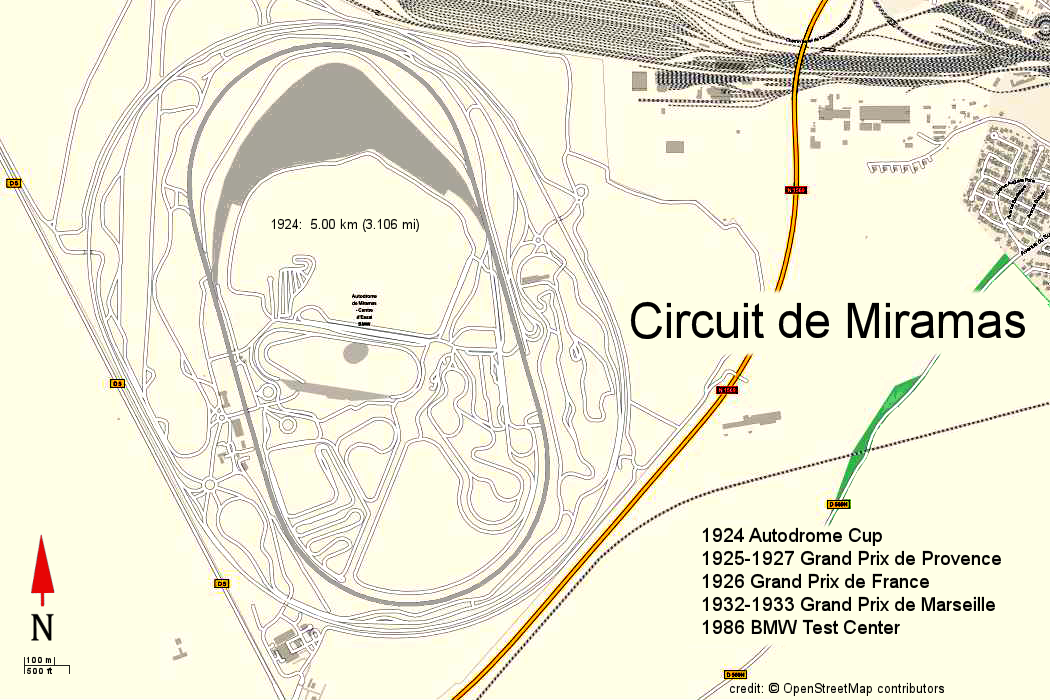
Le circuit de Miramas.

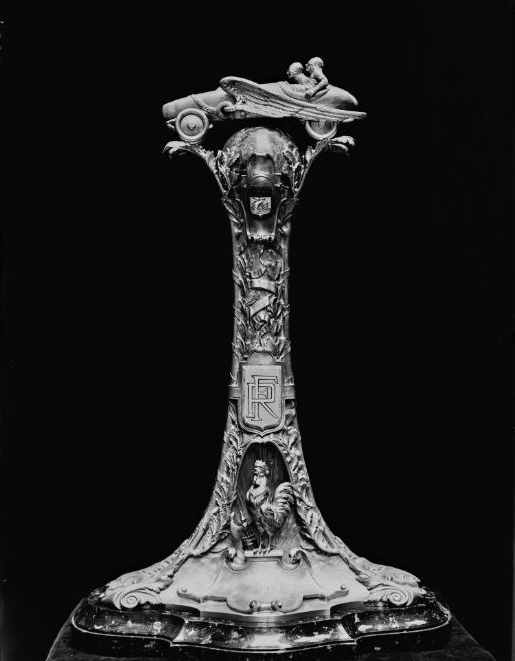
La Coupe H.Hartford du GP automobile de Provence, en 1924 (remise annuelle).

Le Grand Prix automobile de Provence est un Grand Prix pour Formula libre organisé à trois reprises durant la deuxième moitié des années 1920, à Miramas (entre Arles et Aix-en-Provence).

## Histoire
Les première et deuxième éditions accueillent également des voiturettes et des cyclecars, la troisième fait un distinguo avec une course spécifique aux cyclecars (remportée par André Morel sur Amilcar 6C).
Le circuit est long de près de 5 kilomètres. 100 tours sont à accomplir en 1925, 50 simplement en 1926 en finale (mais 5 manches éliminatoires ont été alors préalablement disputées).
L'année 1927 est fortement perturbée par les conditions météorologiques, et par le comportement des spectateurs. La course n'est, de fait, pas reconduite la saison suivante.

## Palmarès

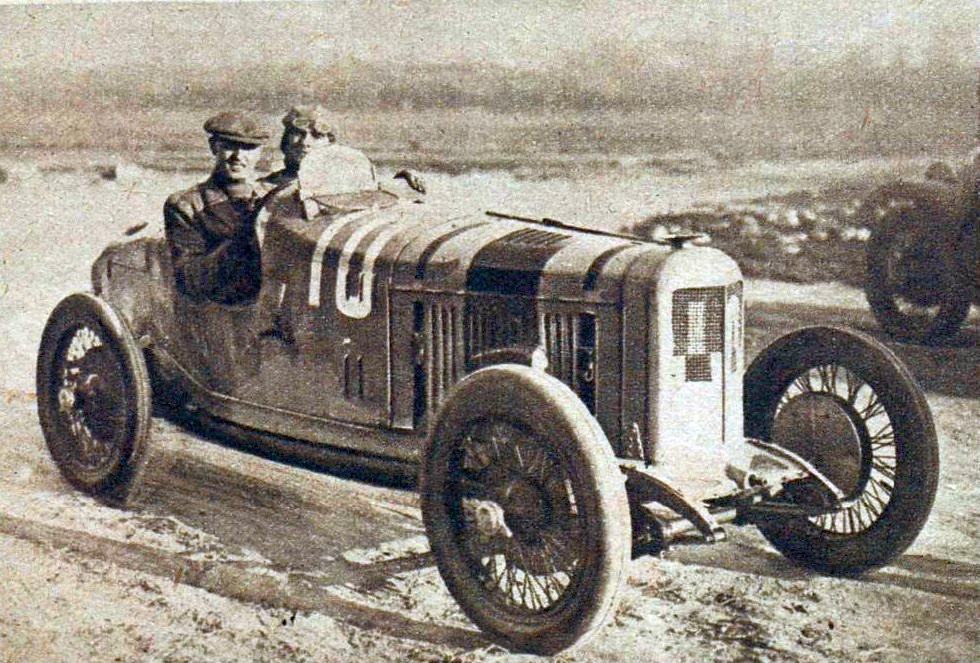
Le major Segrave vainqueur du Grand Prix en 1925.

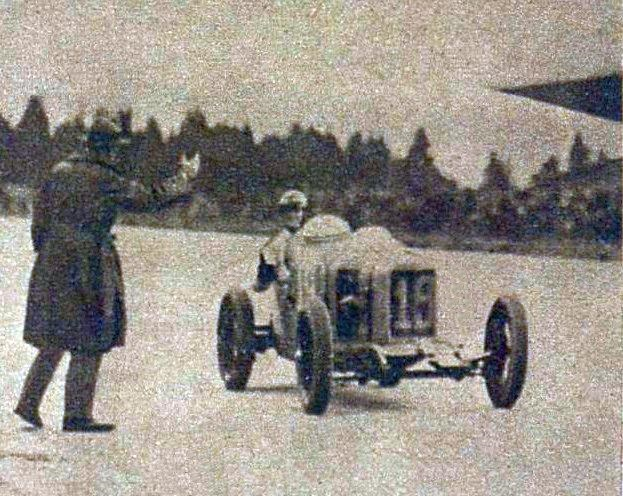
et en 1926.

| Année | Vainqueur     | Voiture          |
| ----- | ------------- | ---------------- |
| 1925  | Henry Segrave | Talbot 70        |
| 1926  | Henry Segrave | Talbot 70        |
| 1927  | Louis Chiron  | Bugatti Type 35B |

## Remarques

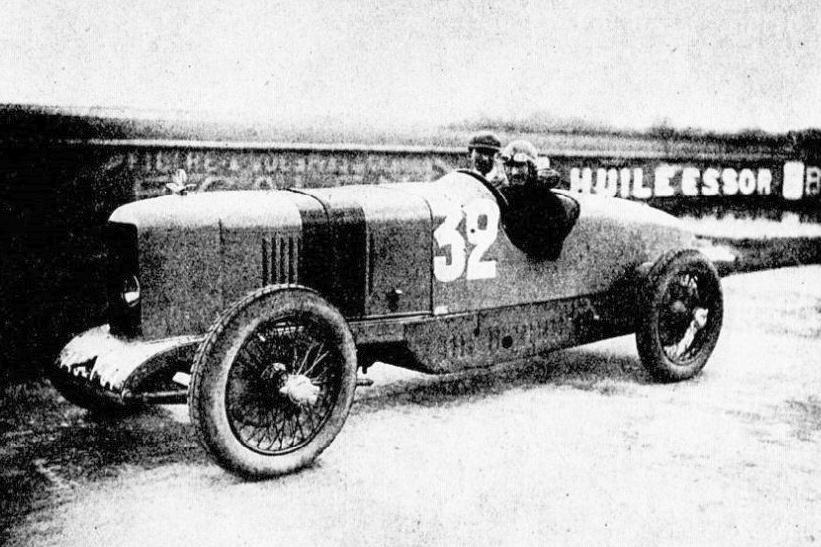
Maurice Rost vainqueur du Grand Prix de Provence Sport en 1926, sur Georges Irat.

- En 1924 a lieu un premier Grand Prix de Provence, en catégorie Sport. Le vainqueur se voit remettre la Coupe H.Hartford (de même pour les années suivantes).
- En 1926, est également organisé un Grand Prix de Provence Sport, gagné par Maurice Rost sur Georges Irat[4].
- En 1932 et 1933 sont organisés pour voiturettes et cyclecars les Trophées de Provence, courses en noms propres dues à l'Automobile Club du Gard  à l'occasion du Grand Prix de Nîmes sur un circuit urbain passant par l'avenue Jean Jaurès:
  - Trophée de Provence 1932 (vainqueur 2,0 l  Stanisław Czaykowski, sur Bugatti Type 35B)
  - Trophée de Provence 1933 (vainqueur  Marcel Jacob, sur Bugatti Type 35B).